# Hypixel
Hypixel Inc. é uma empresa estadunidense, conhecida pelo seu servidor de Minecraft. Atualmente, é o maior servidor de Minecraft do mundo.

## História
Fundada em 2013 por Simon Collins-Laflamme (conhecido como Hypixel) e Philippe Touchette (conhecido como Rezzus) atualmente é o maior servidor de Minecraft, sendo amplamente conhecido por ter uma variedade enorme de mini-jogos diferentes.

### Hypixel Inc.
Como originalmente foi planejado que o Hypixel fosse apenas um servidor de Minecraft, em 2018 com anunciamento do jogo Hytale foi criada a divisão de desenvolvimentos de jogos Hypixel Studios, deixado o desenvolvimento do servidor com a divisão Hypixel Network. em 2020 a Riot Games anunciou a compra da Hypixel Studios com o intuito de melhorar o desenvolvimento do jogo Hytale.

## Prêmios
| Ano  | Prêmio                 | Empresa Nomeada | Categoria                                                                  | Resultado | Ref(s) |
| ---- | ---------------------- | --------------- | -------------------------------------------------------------------------- | --------- | ------ |
| 2017 | Guinness World Records | Hypixel Network | Servidor independente mais popular de um videogame                         | Ganhou    | [ 11 ] |
| 2017 | Guinness World Records | Hypixel Network | Maior número de jogadores logados em um servidor de Minecraft : 11,982,298 | Ganhou    | [ 11 ] |
| 2017 | Guinness World Records | Hypixel Network | Servidor mais popular de Minecraft                                         | Ganhou    | [ 12 ] |
| 2017 | Guinness World Records | Hypixel Network | Servidor de Minecraft com o maior número de minigames: 43                  | Ganhou    | [ 13 ] |